# 올림피아드

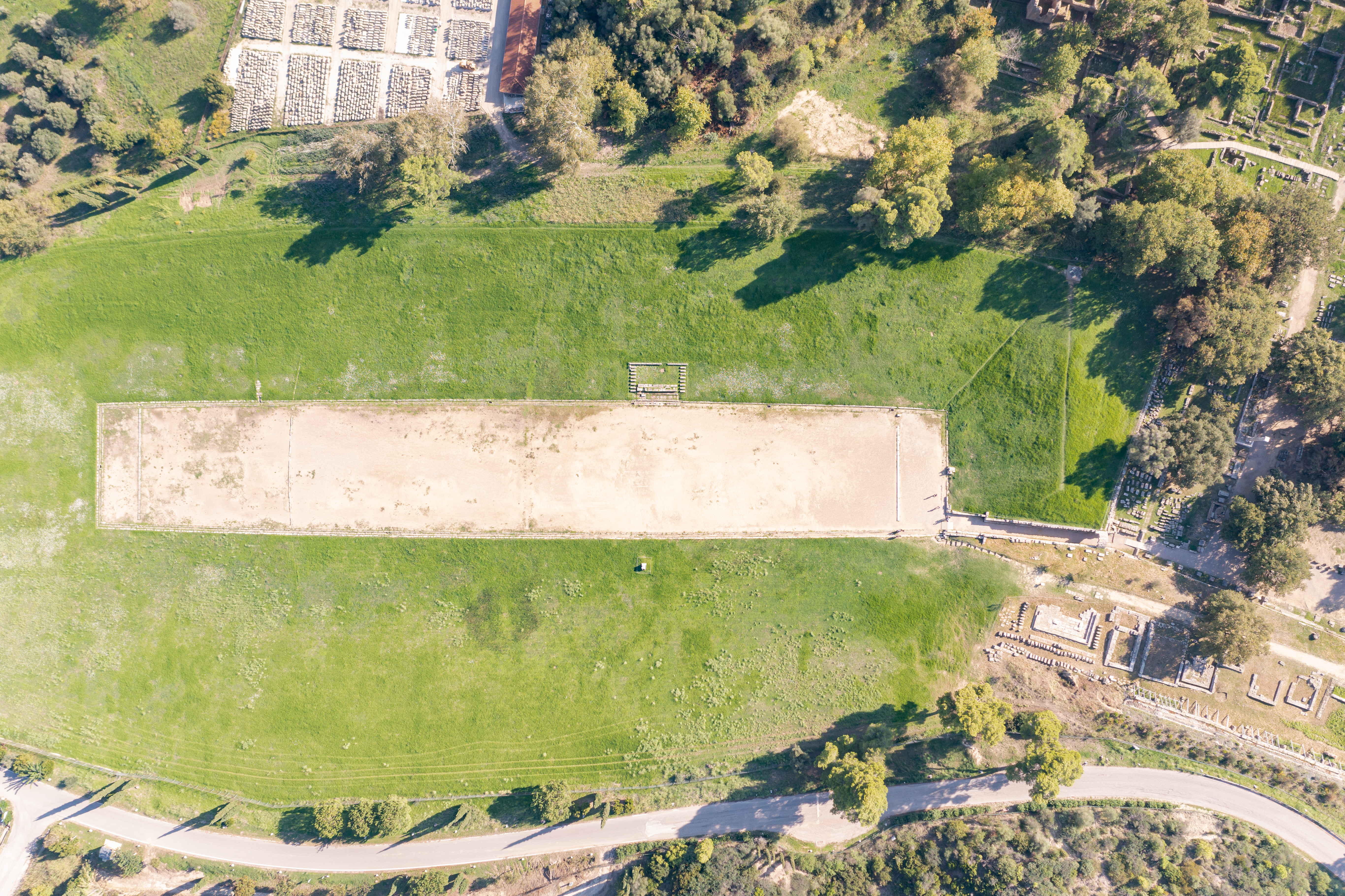
올림피아의 경기장 유적

올림피아드(Olympiad)는 고대 올림픽이 열리는 간격인 4년을 한 단위로 삼는 시간 단위이다. 현대에는 스포츠가 아닌 지적 능력을 겨루는 국제 대회에서도 올림피아드라는 용어가 사용된다.

## 근대
근대 올림픽에서 '올림피아드'는 올림픽 대회 자체를 의미하는 데 오랫동안 쓰인 용어였으나, 현재 IOC는 올림픽 사이의 기간인 4년을 가리키는 데 사용한다.

### 연표
| 올림피아드 | 시작일     | 종료일      | 올림피아드 대회 개최지                         |
| ---------- | ---------- | ----------- | ---------------------------------------------- |
| 제1회      | 1 Jan 1896 | 31 Dec 1899 | 그리스 아테네                                  |
| 제2회      | 1 Jan 1900 | 31 Dec 1903 | 프랑스 파리                                    |
| 제3회      | 1 Jan 1904 | 31 Dec 1907 | 미국 세인트루이스                              |
| 제4회      | 1 Jan 1908 | 31 Dec 1911 | 영국 런던                                      |
| 제5회      | 1 Jan 1912 | 31 Dec 1915 | 스웨덴 스톡홀름                                |
| 제6회      | 1 Jan 1916 | 31 Dec 1919 | 열리지 않음 (원래는 독일 베를린)               |
| 제7회      | 1 Jan 1920 | 31 Dec 1923 | 벨기에 안트베르펜                              |
| 제8회      | 1 Jan 1924 | 31 Dec 1927 | 프랑스 파리                                    |
| 제9회      | 1 Jan 1928 | 31 Dec 1931 | 네덜란드 암스테르담                            |
| 제10회     | 1 Jan 1932 | 31 Dec 1935 | 미국 로스앤젤레스                              |
| 제11회     | 1 Jan 1936 | 31 Dec 1939 | 독일 베를린                                    |
| 제12회     | 1 Jan 1940 | 31 Dec 1943 | 열리지 않음 (원래는 일본 도쿄와 핀란드 헬싱키) |
| 제13회     | 1 Jan 1944 | 31 Dec 1947 | 열리지 않음 (원래는 영국 런던)                 |
| 제14회     | 1 Jan 1948 | 31 Dec 1951 | 영국 런던                                      |
| 제15회     | 1 Jan 1952 | 31 Dec 1955 | 핀란드 헬싱키                                  |
| 제16회     | 1 Jan 1956 | 31 Dec 1959 | 오스트레일리아 멜버른                          |
| 제17회     | 1 Jan 1960 | 31 Dec 1963 | 이탈리아 로마                                  |
| 제18회     | 1 Jan 1964 | 31 Dec 1967 | 일본 도쿄                                      |
| 제19회     | 1 Jan 1968 | 31 Dec 1971 | 멕시코 멕시코시티                              |
| 제20회     | 1 Jan 1972 | 31 Dec 1975 | 서독 뮌헨                                      |
| 제21회     | 1 Jan 1976 | 31 Dec 1979 | 캐나다 몬트리올                                |
| 제22회     | 1 Jan 1980 | 31 Dec 1983 | 소련 모스크바                                  |
| 제23회     | 1 Jan 1984 | 31 Dec 1987 | 미국 로스앤젤레스                              |
| 제24회     | 1 Jan 1988 | 31 Dec 1991 | 대한민국 서울                                  |
| 제25회     | 1 Jan 1992 | 31 Dec 1995 | 스페인 바르셀로나                              |
| 제26회     | 1 Jan 1996 | 31 Dec 1999 | 미국 애틀랜타                                  |
| 제27회     | 1 Jan 2000 | 31 Dec 2003 | 오스트레일리아 시드니                          |
| 제28회     | 1 Jan 2004 | 31 Dec 2007 | 그리스 아테네                                  |
| 제29회     | 1 Jan 2008 | 31 Dec 2011 | 중화인민공화국 베이징                          |
| 제30회     | 1 Jan 2012 | 31 Dec 2015 | 영국 런던                                      |
| 제31회     | 1 Jan 2016 | 31 Dec 2019 | 브라질 리우데자네이루                          |
| 제32회     | 1 Jan 2020 | 31 Dec 2023 | 일본 도쿄                                      |
| 제33회     | 1 Jan 2024 | 31 Dec 2027 | 프랑스 파리                                    |
| 제34회     | 1 Jan 2028 | 31 Dec 2031 | 미국 로스앤젤레스                              |
| 제35회     | 1 Jan 2032 | 31 Dec 2035 | 오스트레일리아 브리즈번                        |

### 시작과 끝
근대의 올림피아드는 4년 연속 기간이며 첫해 1월 1일에 시작해 네번째 해 12월 31일에 끝난다. 올림피아드는 1896년 아테네에서 열린 제1회 올림피아드부터 시작해 연속으로 번호를 붙이고 있다. 제31회 올림피아드는 2016년 1월 1일에 시작하여 2019년 12월 31일에 끝난다.
동계와 하계 중에서 하계 올림픽이 올림피아드 기간에 열리는 대회를 나타내기에 좀 더 정확하게 해당되는 행사라고 할 수 있는데, 이 올림피아드라는 용어를 써서 대회를 알렸던 최초의 포스터 중 하나가 바로 로스앤젤레스에서 열린 1932년 하계 올림픽 포스터로, '제10회 올림피아드 대회를 향해' (Call to the games of the Xth Olympiad)란 문구를 내걸었다.
다만 분명히 해둘 것이 있는데 동계 올림픽의 공식 순번은 올림피아드를 따라 세지 않는다. 대신에 실제로 열린 대회 자체만으로 순번이 정해지는데 예를 들면 다음과 같다.
- 첫 동계 올림픽인 1924년 동계 올림픽은 '제8회 올림피아드 동계 대회'가 아닌 '제1회 동계 올림픽'으로 지정됐다.
- 1936년 하계 올림픽은 '제11회 올림피아드 대회'였다. 이후 1940년 하계 올림픽과 1944년 하계 올림픽이 제2차 세계 대전으로 취소되고 1948년 하계 올림픽이 열리면서 대회가 재개됐지만 앞서 두 대회의 올림피아드는 순번에 포함되어 해당 대회는 '제14회 올림피아드 대회'로 지칭하게 되었다.
- 반면 1936년 동계 올림픽은 '제4회 동계 올림픽'이었고, 그 다음으로 1948년 동계 올림픽이 열리며 동계 올림픽이 재개되자 해당 대회는 '제5회 동계 올림픽'이 되었다.[2]

일부 매체에서 가끔씩 특정 동계 올림픽 (제n회 올림픽)을 가리키면서 '제n회 동계 올림피아드'라고 하는 경우가 있는데, 하계 올림픽에서 올림피아드라는 단어가 사용된다는 점에서 유추하여 동계 올림픽의 올바른 공식 명칭도 올림피아드라고 여긴 것으로 보인다. 사실 IOC에서 배포한 기사 중에서도 최소한 한 기사에서 이런 명명법도 사용되고 있는 것을 찾아볼 수 있다. 여기서 더 나아가서 '하계 올림피아드'가 하계 올림픽의 공식 명칭이라는 언급도 매체에서 가끔씩 보이는 편이다. 하지만 IOC는 하계 대회의 올림피아드와 동계 대회의 올림피아드를 공식적으로 구분하지 않는 것으로 보이며 그러한 식의 순번 (특히 동계 올림픽)은 앞서 논한 순번과 일치하지 않는다.

## 현대
고대 그리스의 쓰임새와는 다르게 영어권에서는 올림픽을 나타내는 용어로 사용되기도 하였다. 현대에는 스포츠를 제외한 다른 분야에서의 국제 대회를 올림피아드라고 부르기도 한다. 대표적으로 국제수학올림피아드, 컴퓨터 올림피아드, 국제 언어학 올림피아드 등이 있다.